# Сорокін Денис Михайлович
Денис Михайлович Сорокін (рос. Денис Михайлович Сорокин; 14 листопада 1982, Волзький, РРФСР — 19 березня 2022, Мелітополь, Україна) — російський офіцер, підполковник ПДВ РФ. Герой Російської Федерації.

## Біографія
Закінчив Волзьку середню школу №1. В 2000 році вступив на факультет культури і журналістики Військової академії Міністерства оборони. В 2005/11 роках служив у 31-й окремій десантно-штурмовій бригаді в Ульяновську. З 2014 року — командир взводу 11-ї окремої десантно-штурмової бригади в Улан-Уде. Учасник інтервенції в Сирію. З 24 лютого 2022 року брав участь у вторгненні в Україну, командир батальйону своєї бригади. 18 березня був смертельно поранений осколками міни і наступного дня помер. Похований в Ульяновську.

## Нагороди
Отримав декілька нагород, серед яких:
- Медаль «За військову доблесть» 2-го ступеня
- Звання «Герой Російської Федерації» (27 квітня 2022, посмертно) — «за мужність і героїзм, проявлені під час виконання військового обов'язку.»